# Dinklage
Dinklage é uma cidade da Alemanha localizada no distrito de Vechta, estado da Baixa Saxônia.